# جونيور مالاندا
جونيور مالاندا (28 أغسطس 1994 بلجيكا - 10 يناير 2015 ألمانيا) هو لاعب كرة قدم بلجيكي سابق كان يلعب كلاعب وسط.

## وصلات خارجية
جونيور مالاندا على موقع الاتحاد البلجيكي (الإنجليزية)
- جونيور مالاندا على موقع قاعدة بيانات كرة القدم.إي يو (الإنجليزية)
- جونيور مالاندا على موقع ليكيب (الفرنسية)
- جونيور مالاندا على موقع Soccerway.com (الإنجليزية)
- جونيور مالاندا على موقع عالم كرة القدم.نت (الإنجليزية)
- جونيور مالاندا على موقع AS.com (الإسبانية)
- جونيور مالاندا على موقع AS.com (الإسبانية)